# 에티엔 겔리
에티엔 겔리(프랑스어: Étienne Gailly, 1922년 11월 26일 ~ 1971년 11월 3일)는 주로 마라톤에 참가한 벨기에의 육상 선수였다.

## 생애
겔리는 제 2차 세계 대전이 일어나는 동안 낙하산 부대 소속 군인이었다. 그는 올림픽 금메달을 획득하거나 탈락을 시도할 것이라고 약속했다.
1944년 후순에 벨기에의 해방에 참석하면서 전쟁의 종말을 향하여 겔리는 고항으로 황폐에 의하여 깊이 이동하였다.

### 올림픽 출전
전쟁이 끝난 후, 그는 지속적으로 달렸다. 전쟁 이후의 그의 결과들은 온건적으로 좋았으나 세계 지도자들에게 위협을 주지 않았다. 그는 1948년 런던 올림픽을 위한 진지한 경쟁자로 평가되지 않았다.
그러나 우승하지 않았어도 그는 영웅이 되었다.
자신의 놀라움에 겔리는 절반에서 선두로 달리고 어떤 시간을 위하여 앞에 남아있었다. 32 킬로미터 이후에 그는 한국의 최윤칠에 의하여, 그러고나서 아르헨티나의 델포 카브레라에 의하여 통과되었다. 최윤칠은 곧 지쳐 퇴거되었고, 겔리는 카브레라로부터 선두를 다시 차지하는 데 역주를 놓기로 결정하였다. 경기장으로 들어오면서 그는 쓰러져 영국의 톰 리처즈에 의하여 통과되었다. 그러고나서 3위를 하였다.

### 한국 전쟁 참전
그와 그의 동생 피에르는 유엔군의 일원으로서 한국 전쟁에 참전하였다. 학당리 전투에서 피에르는 전사하고, 겔리는 상처를 입었다.